# Абрамово (Ржевский район)
Абрамово  — деревня в Ржевском районе Тверской области. Входит в состав сельского поселения «Хорошево».

## География
Деревня находится в южной части Тверской области, в зоне хвойно-широколиственных лесов, в пределах южной части Валдайской возвышенности, на расстоянии примерно 11 километров (по прямой) к северо-западу от вокзала станции Ржев-Балтийский на правом берегу Волги.

### Климат
Климат характеризуется как умеренно континентальный, с относительно мягкой снежной зимой и умеренно прохладным влажным летом. Среднегодовая температура воздуха — 3,4 °C. Средняя температура воздуха самого холодного месяца (января) — −8,8 °C (абсолютный минимум — −32 °C), средняя температура самого тёплого (июля) — 17 °С (абсолютный максимум — 36 °С). Вегетационный период длится около 130 дней. Годовое количество атмосферных осадков составляет в среднем 612 мм, из которых большая часть выпадает в тёплый период. Снежный покров держится в течение 144 дней.

## История
Деревня была отмечена еще на карте 1825 года. В 1859 году здесь (деревня Ржевского уезда Тверской губернии) было учтено 9 дворов, в 1939—25.

## Население
| 2008 | 2010 |
| ---- | ---- |
| 6    | ↗7   |

Численность населения: 89 человек (1859 год), 7 (русские 100 %) в 2002 году, 7 в 2010.